# 糸山隆司
糸山 隆司（いとやま たかし、1932年11月14日 - 1983年8月17日）は、兵庫県出身の日本のバスケットボール選手である。195cm、85kgという体格を持ち、日本初のビッグマンとして活躍した。

## 人物
旧制佐賀中学（佐賀西高校）2年でバスケを始め、東京教育大に進み、在学中アジア大会に出場する全日本チームに選ばれる。
卒業後は日本鋼管に入社。メルボルン・ローマの五輪2大会に出場し、ローマ五輪では日本選手団の主将を務めた。
1962年引退。
1965年には全日本チームのコーチを務めた。

## 日本代表歴
- 1954アジア大会
- 1956メルボルン五輪
- 1960アジア選手権
- 1960ローマ五輪